# Návštěva z pravěku
Návštěva z pravěku je román Petra Ginze inspirovaný knihami Julesa Verna. Petr Ginz román napsal v Praze, ve svých třinácti letech a byl psán ručně.

## Děj románu
Příběh se odehrává v Belgickém Kongu, přičemž má několik hlavních postav. Pojednává o záhadné nestvůře jménem Ka-du, která požírá černochy a bělohy, kteří se postavili proti guvernérovi Vinjovi, který nadřazuje bílou rasu. Když si guvernér Vinje povolá svého inženýra Guinese k sobě, zjistí, že se obrátil proti němu. Proto se Guinese a jeho syna rozhodne zneškodnit tím, že je odvede k nestvůře. Na místě Guinese zajme, ale Petrovi se pomocí černošského chlapce Ažaje podaří ze zajetí uniknout. Mezitím se do Afriky vypraví dva vědci, Dupont s Bakerem, aby společně s Vinjovou armádou záhadnou nestvůru vypátrali. Petr a Ažaj ale zjistí, že se guvernér Vinje chystá pomocí nestvůry oba vědce usmrtit a proto vyrazí oba vědce před guvernérem i jeho plány varovat. Nakonec všichni dorazí k Viktoriinu jezeru, kde do nedaleké jeskyně černoši umístili výbušniny, pomocí níž chtějí nestvůru usmrtit. Oba vědci přitom zjistí, že nestvůra není zvíře, ale velký poháněný stroj ovládaný guvernérem Vinjem, který oba vědce pomocí tohoto stroje usmrtí. Petr v jeskyni nalezne poraněného, ale živého otce, který tam byl uvězněn. Společně zjistí, že Vinje má v plánu s pomocí stroje vyvraždit všechny černochy a tak guvernérovy plány překazí. Čekají na moment, kdy nestvůra vpluje po řece do jeskyně s výbušninami, které pak odpálí, čímž nestvůru zničí. 
Rukopis tohoto románu byl objeven téměř po 50 letech v prostorách pražského rodinného domu, který však již Ginzově rodině nepatřil. Rukopis nakonec získala Eva, žijící sestra Petra Ginze, která se po válce se vystěhovala do Izraele, kde pod jménem Chava Pressburger pracovala jako výtvarnice. S její pomocí román vyšel v roce 2007, dlouho po smrti Petra Ginze, který zemřel v Osvětimi. Román s ilustracemi autora románu byl vydán poprvé v Nakladatelství Franze Kafky. Předmluvu k románu napsal Arnošt Goldflam.